# Editto perpetuo
L'editto perpetuo era, nell'antica Roma, l'editto pretorio che definiva le norme che avrebbero regolato l'amministrazione della giustizia da parte del pretore durante la sua carica solitamente di un anno.

## Emanazione dell'editto perpetuo
Ogni volta che veniva eletto un nuovo pretore, questi emanava il proprio editto perpetuo in cui elencava quali azioni l'attore poteva chiedere, o, in seguito all'istituzione del processo formulare, quali formule tutelava da parte dell'attore e quali situazioni invece tutelava da parte del convenuto con una exceptio; gli editti venivano emanati pubblicamente per farli conoscere al popolo.

## Editto perpetuoe editto tralatizio
Da parte del pretore esisteva anche la consuetudine di riprodurre parte dell'editto del suo predecessore; così in ogni nuovo editto perpetuo c'era sempre qualcosa dei precedenti. Nel tempo si formò un nucleo che venne chiamato editto tralatizio, che venne poi raccolto da Salvio Giuliano su ordine dell'imperatore Adriano. Alla fine venne emanato nel 133 dall'imperatore Adriano, consolidando definitivamente la forma dell'editto tralatizio, avvalendosi dell'opera del giurista Salvio Giuliano, membro del suo Consilium principis e facendo diventare così l'editto perpetuo e quello tralatizio una cosa unica. Allo stesso tempo eliminò la possibilità da parte dei successivi pretori di creare nuovo diritto attraverso i propri editti. L'editto tralatizio cristallizzava in pratica la forma dell'editto, che nei tempi più antichi i pretori emanavano per definire solennemente la propria politica giudiziaria e che progressivamente si era venuto a stabilizzare in via consuetudinaria.